# Bušín

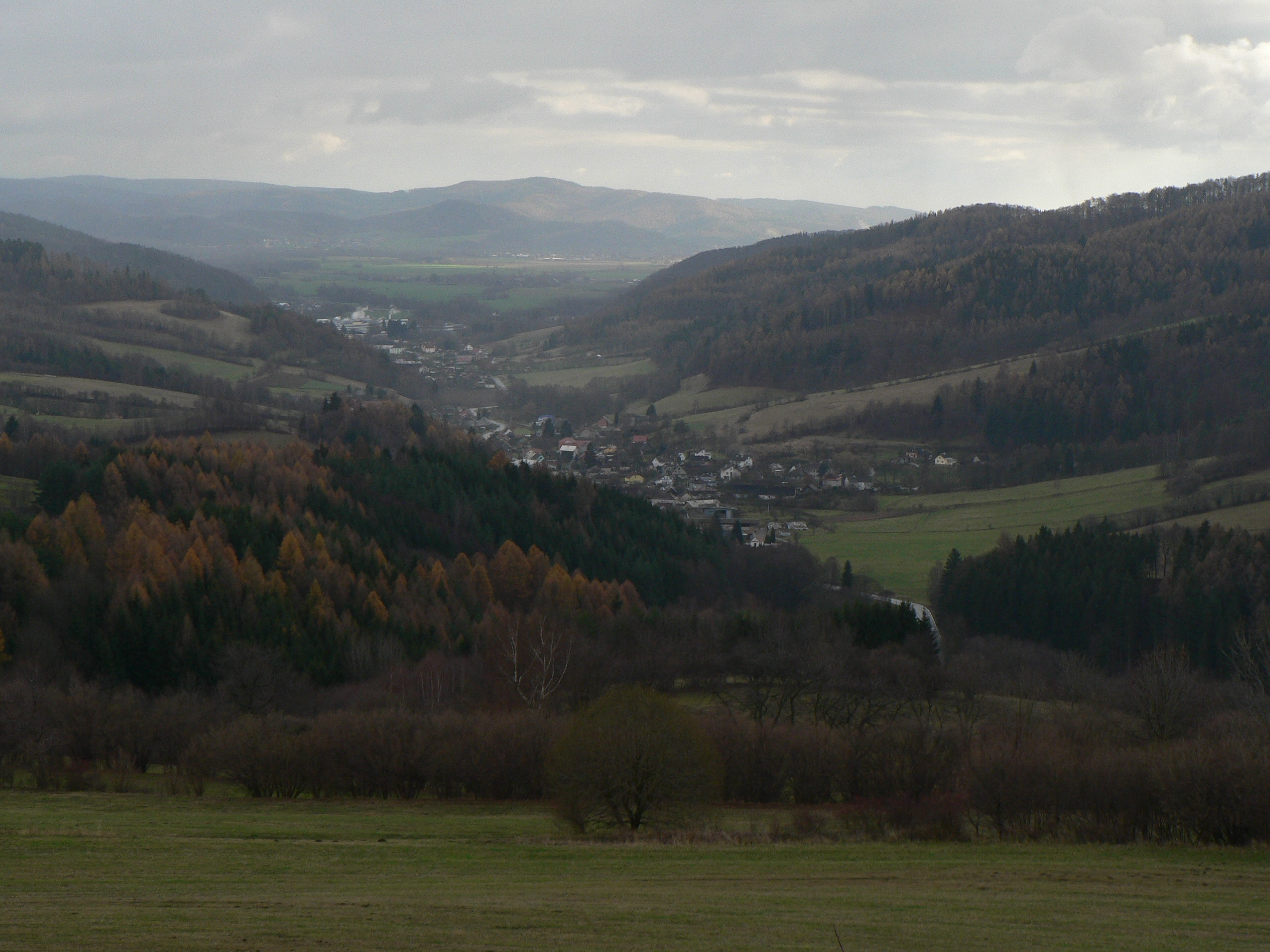
Blick von Jakubovice auf Bušín

Bušín (deutsch Buschin) ist eine Gemeinde in Tschechien. Sie liegt sechs Kilometer nordöstlich von Štíty und gehört zum Okres Šumperk.

## Geographie
Bušín erstreckt sich im Süden des Goldensteiner Berglandes (Branenská vrchovina) im Tal des Baches Hrůzná Voda, der auch Bušínský potok genannt wird. Durch den Ort führt die Staatsstraße I/11 von Bludov nach Červená Voda. Nordöstlich erhebt sich die Strážnice (516 m), westlich die Pustina (626 m) und im Nordwesten der Na Lazech (Hambalek, 602 m) und Na Stráži (647 m).
Nachbarorte sind Hartíkov und Pustá im Norden, Hostice im Nordosten, Ruda nad Moravou und Doubravice im Osten, Olšany und Klášterec im Südosten, Na Horách, Zborov und Horní Studénky im Süden, Štíty im Südwesten, Březná und Bukovice im Westen sowie Písařov und Jakubovice im Nordwesten.

## Geschichte
Die erste schriftliche Erwähnung des zur Herrschaft Eisenberg gehörigen Dorfes erfolgte im Jahre 1490. Es gilt als sicher, dass Bušín wesentlich älter ist. Bušín war Sitz eines Erbrichters. Während des Dreißigjährigen Krieges flüchtete im Winter 1643 ein Großteil der Einwohner und verbarg sich bis zum Frühjahr an den Schwedenschanzen im Wald Zmrzlík. Einige erfroren dabei. Im Hufenregister für 1677 sind für Bušín 25 Wirtschaften ausgewiesen. In der ersten Hälfte des 19. Jahrhunderts wurde am Františkův vrch und an der Králová hora Eisenerz abgebaut. 1834 lebten in dem aus 100 Häusern bestehenden Dorf 676 Menschen. Die Schule wurde 1835 eingeweiht. Zwischen 1841 und 1844 erfolgte der Bau der Kaiserstraße von Mährisch Schönberg nach Mährisch Rothwasser, die oberhalb des Dorfes über mehrere Serpentinen auf den Hambálek geführt wurde.
Nach der Aufhebung der Patrimonialherrschaften bildete Bušín / Buschin ab 1850 eine Gemeinde in der Bezirkshauptmannschaft Hohenstadt und dem Gerichtsbezirk Schildberg. Bis zum Aufkommen des Kraftverkehrs leisteten die Bewohner von Bušín Spanndienste zum Transport schwerer Fuhrwerke über den Hambálek. Bušín war immer ein landwirtschaftlich geprägtes Dorf. Wegen der geringen Erträge verdiente sich ein Großteil der Bewohner ein Zubrot durch Heimarbeit in der Bürstenherstellung oder ging in Lohnarbeit zur Papierfabrik Olleschau. Im Jahre 1900 bestand der Ort aus 117 Häusern und hatte 706 Einwohner. 1930 waren unter den 679 Einwohnern sieben Deutsche.
Infolge des Münchner Abkommens wurde die Gemeinde 1938 dem Deutschen Reich angeschlossen und gehörte bis 1945 zum Landkreis Hohenstadt. 1939 hatte Buschin 671 Einwohner. Während der Zeit der Besetzung schloss sich ein Teil der Bewohner der Widerstandsbewegung gegen die Nationalsozialisten an.
1950 lebten in den 147 Häusern des Dorfes 499 Menschen. Zum 1. Jänner 1961 kam die Gemeinde zum Okres Šumperk, zugleich wurde Hartíkov angeschlossen. 1976 erfolgte noch die Eingemeindung von Janoušov, die bis 1990 bestand. Hartíkov verlor 1976 den Status eines Ortsteils. 1991 hatte Bušín mit Hartíkov zusammen 447 Einwohner.

## Gemeindegliederung
Für die Gemeinde Bušín sind keine Ortsteile ausgewiesen. Zu Bušín gehört die Ansiedlung Hartíkov (Hakelsdorf).

## Sehenswürdigkeiten
- Ausgedingehaus des Erbgerichts, erbaut in der zweiten Hälfte des 19. Jahrhunderts in Volksbauweise
- Kreuzigungsgruppe, Steinmetzarbeit aus dem ersten Drittel des 19. Jahrhunderts
- Dreifaltigkeitssäule am Erbgericht, geschaffen 1824
- Kapelle der Schmerzhaften Jungfrau Maria, aus dem Jahre 1715